# テキサスハンズ
テキサスハンズ（TEXAS HANDS）は、株式会社テキサスハンズが北陸三県を中心に展開している宅配ピザチェーン。

## 概要
創業は1988年9月。創業者の寺尾聖一によって福井県福井市にて1号店が開店し、2002年に現在の福井田原店へと移転しリニューアルオープン。
2013年には初の県外店として石川県金沢市に西泉店がオープン。2016年には富山婦中店として富山県にも進出し、北陸3県への出店を果たす。2019年より株式会社セセリから株式会社テキサスハンズに移管。
全店舗にイートインが併設されているのが最大の特徴で、店内飲食限定セットを販売している。メニューとしてはピザのみではなく、クロックムッシュやパスタなども取り扱っている。

## 店舗
2025年5月現在、北陸三県に18店舗が展開されている。
福井県（9店舗）
福井市（5店舗）、坂井市、鯖江市、越前市、敦賀市
石川県（6店舗）
金沢市（3店舗）、白山市、小松市、加賀市（七尾店は閉店）
富山県（3店舗）
富山市、射水市、南砺市（高岡店・氷見店・砺波店は閉店）
かつては北陸三県のみならず新潟県新潟市南区や上越市・滋賀県湖南市にも出店していたが、どの店舗も出店からわずか1～2年で撤退している。